# Marcin Nałęcz-Niesiołowski
Marcin Edmund Nałęcz-Niesiołowski (ur. 30 sierpnia 1972 w Gdyni) – polski dyrygent i śpiewak.
W latach 1997–2011 był dyrektorem Filharmonii Białostockiej, a w latach 2016–2019 był dyrektorem Opery Wrocławskiej.

## Życiorys
W 1996 ukończył z wyróżnieniem studia w Akademii Muzycznej im. Fryderyka Chopina w Warszawie w klasie dyrygentury symfoniczno-operowej prof. Bogusława Madeya.
Od stycznia 1997 do 6 kwietnia 2011 pełnił funkcję dyrektora naczelnego i artystycznego Filharmonii Białostockiej. Wraz z orkiestrą Filharmonii Białostockiej brał udział w wielu festiwalach i koncertach galowych oraz dokonał nagrania pięciu płyt, z których jedna – z uwerturą Bajka Stanisława Moniuszki i II Suitą orkiestrową Piotra Czajkowskiego – była nominowana do nagrody polskiego przemysłu fonograficznego Fryderyki 1999. Za niesłuszne zwolnienie otrzymał odszkodowanie.
Jest dyrektorem artystycznym i dyrygentem warszawskiej Orkiestry Kameralnej „Małej Filharmonii”, która od ponad 5 lat prowadzi działalność koncertową w kraju i za granicą, współpracując z najwybitniejszymi polskimi artystami. Płyta orkiestry z koncertami fortepianowymi Bacha, Mozarta i Beethovena w wykonaniu 11-letniego wówczas Stanisława Drzewieckiego uzyskała nominację do Fryderyka 1998.
Marcin Nałęcz-Niesiołowski koncertował m.in. z Orkiestrą Filharmonii Narodowej, Sinfonią Varsovią, Polską Orkiestrą Radiową oraz Narodową Orkiestrą Symfoniczną Polskiego Radia w Katowicach, z którą dokonał nagrań archiwalnych dla Polskiego Radia. Artysta koncertował także za granicą, m.in. w Hiszpanii, Danii, Meksyku, Maroku i Belgii, gdzie wraz z Orkiestrą Kameralną Leopoldinum brał udział w międzynarodowym festiwalu Europalia. W marcu 2002 roku w San Diego miał miejsce jego amerykański debiut, podczas którego poprowadził m.in. Stabat Mater Karola Szymanowskiego.
Od 1999 jest dyrygentem gościnnym Teatru Wielkiego – Opery Narodowej w Warszawie, gdzie m.in. przygotował i poprowadził premierowe przedstawienie baletowe Gala Niżyńskiego z muzyką I. Strawinskiego (Święto wiosny), C. Debussy’ego (Gry) i F. Chopina (Sylfidy).
Jego dorobek fonograficzny obejmuje 10 płyt, szereg nagrań radiowych i telewizyjnych oraz nagrania muzyki filmowej i rozrywkowej.
Uczestniczy także w licznych festiwalach i przeglądach muzycznych (m.in. Forum im. Witolda Lutosławskiego, Warszawskie Dni Oratoryjne oraz Viva il Canto). Jego repertuar obejmuje zarówno dzieła wokalno-instrumentalne, muzykę symfoniczną, operową, jak i prawykonania współczesnej muzyki polskiej.
Jest także laureatem konkursów muzycznych – pierwszej nagrody na Ogólnopolskich Przesłuchaniach Klas Skrzypiec i Altówki w Elblągu oraz IV Konkursu Wokalnego im. Fr. Platówny we Wrocławiu, podczas którego zdobył także nagrodę specjalną Ministerstwa Kultury i Sztuki Grand Prix – Rydwan Apollina. W 2001 otrzymał nagrodę ministra kultury – Ad Astra, ufundowaną dla młodych, utalentowanych twórców kultury. W 2004 za zasługi dla rozwoju kultury i osiągnięcia w pracy zawodowej został odznaczony Srebrnym Krzyżem Zasługi, zaś w czerwcu 2006 – Srebrnym Medalem „Zasłużony Kulturze Gloria Artis”. Jest laureatem dorocznej Nagrody Marszałka Województwa Podlaskiego w dziedzinie kultury. We wrześniu 2016 został wyróżniony Odznaką Honorową Województwa Podlaskiego.
W sierpniu 2005 wraz z Orkiestrą Filharmonii Białostockiej i pianistą Stanisławem Drzewieckim wystąpił w Parlamencie Europejskim w Brukseli w koncercie inaugurującym obchody 25. rocznicy powstania Solidarności. W czerwcu 2006 poprowadził wykonanie Jutrzni Krzysztofa Pendereckiego w Smolnym Soborze w Sankt Petersburgu z udziałem solistów i chórów rosyjskich oraz Orkiestry Opery i Filharmonii Podlaskiej. We wrześniu 2005 powierzono mu stanowisko dyrektora naczelnego i artystycznego Opery i Filharmonii Podlaskiej – nowej instytucji kultury powołanej przez ministra kultury i marszałka Województwa Podlaskiego. W maju 2007 otrzymał stopień doktora sztuk muzycznych na Akademii Muzycznej im. Fryderyka Chopina w Warszawie, a w 2010 stopień doktora habilitowanego na Uniwersytecie Muzycznym Fryderyka Chopina w Warszawie.
W czerwcu 2016 roku objął kierownictwo Opery Wrocławskiej po Ewie Michnik. Odwołany został ze stanowiska po kontroli NIK-u i urzędu Marszałkowskiego. Wojewoda dolnośląski zablokował jego odwołanie. Ostatecznie stanowisko pełnił do 5 września 2019, kiedy po decyzji WSA we Wrocławiu, który przyznał rację urzędowi Marszałkowskiemu, rozstrzygnięto kwestie prawne dotyczące odwołaniu go z funkcji dyrektora Opery Wrocławskiej.
W grudniu 2024 został odznaczony Krzyżem Kawalerskim Orderu Odrodzenia Polski.

## Wybrana dyskografia
- Rok wydania 2000: Pyotr Tchaikovsky, Stanisław Moniuszko – Kompozytor: Piotr Czajkowski, Stanisław Moniuszko; Wykonawca: Orkiestra Symfoniczna Filharmonii Podlaskiej, dyrygent: Marcin Nałęcz-Niesiołowski, DUX 0170
- Rok wydania 2001: W 100. rocznicę: urodzin Grażyny Bacewicz i śmierci Mieczysława Karłowicza – Kompozytor: Grażyna Bacewicz, Mieczysław Karłowicz; Wykonawca: Orkiestra Opery i Filharmonii Podlaskiej w Białymstoku, dyrygent: Marcin Nałęcz-Niesiołowski, Krzysztof Jakowicz, DUX 0500/0501
- Rok wydania 2001: Saint-Saëns, Dukas, Bizet Kompozytor: Camille Saint-Saëns, Georges Bizet, Paul Dukas Wykonawca: Orkiestra Symfoniczna Filharmonii Podlaskiej, Kuba Jakowicz, Marcin Nałęcz-Niesiołowski, DUX 8152
- Rok wydania 2003: Antologia Muzyki Polskiej – DUX 0428/0429
- Rok wydania 2005: El Tango, Astor Piazzolla – Wykonawca: Orkiestra Kameralna „Mała Filharmonia” fortepian – Waldemar Malicki, dyrygent – Marcin Nałęcz-Niesiołowski. Polskie Radio.
- Rok wydania 2008: ''Walewska i przyjaciele. Najpiękniejsze arie, pieśni i piosenki, DUX 0625
- Rok wydania 2008 : Aleksander Tansman (1897-1986) – Kompozytor: Alexander Tansman Wykonawca: Orkiestra Symfoniczna Filharmonii Podlaskiej, Marcin Nałęcz-Niesiołowski, DUX 0606-0609
- Rok wydania 2009: Aleksander Tansman – Kompozytor: Alexander Tansman Wykonawca: Orkiestra Opery i Filharmonii Podlaskiej w Białymstoku – dyr. Marcin Nałęcz-Niesiołowski, Bartosz Cajler, DUX 0639
- Rok wydania 2009: Franz Liszt: Utwory na fortepian – Wykonawca: Orkiestra Symfoniczna Filharmonii Podlaskiej, Marcin  Nałęcz-Niesiołowski, Waldemar Malicki, DUX 0742
- Rok wydania 2009: Trzech Klasyków z Wiednia – Joseph Haydn, Wolfgang Amadeus Mozart, Ludwig van Beethoven – Kompozytor: Joseph Haydn, Ludwig van Beethoven, Wolfgang Amadeus Mozart Wykonawca: Artur Rubinstein Quartet, Artur Rubinstein Sinfonietta – dyr. Simca Heled, Chór Akademicki Uniwersytetu Warszawskiego, Chór Uniwersytetu Wrocławskiego, Krakowski Chór Akademicki Uniwersytetu Jagiellońskiego, Mała Filharmonia – dyr. Marcin Nałęcz-Niesiołowski, Orchestre de Chambre Mozart – dyr. Gérard Talbot, Orkiestra Symfoniczna Filharmonii Podlaskiej DUX 0685
- Rok wydania 2009: Zygmunt Stojowski – Kompozytor: Zygmunt Stojowski, Wykonawca: Chór i Orkiestra Symfoniczna Filharmonii Podlaskiej – dyr. Marcin Nałęcz-Niesiołowski, Maciej Nerkowski, Marta Wróblewska, Rafał Sulima. Polskie Radio.
- Rok wydania 2009: Józef Zeidler, Jan Wański, Maksynilian Koperski. Musica Sacromontana – Bazylika na Świętej Górze w Gostyniu 2007. Polskie Radio.

CD 1: Anna Karasińska – sopran Piotr Olech – alt Aleksander Kunach – tenor Jacek Ozimkowski – bas Peter Zajiček – skrzypce Concerto Polacco Marek Toporowski – dyrygent
CD 2: Marzena Michałowska – sopran Agnieszka Rehlis – mezzosopran Rafał Bartmiński – tenor Maciej Straburzyński – bas Grzegorz Pecka – przygotowanie chóru Orkiestra Akademii Beethovenowskiej Chór Katolickiego Uniwersytetu Lubelskiego Jana Pawła II Marcin Nałęcz-Niesiołowski – dyrygent
- Rok wydania 2010: Musica Sacromontana – Kompozytor: Józef Zeidler, Maksymilian Koperski Orkiestra/Zespół: Polska Orkiestra Radiowa, Zespół Śpiewaków M. Katowice Camerata Silesia, Orkiestra Akademii Beethovenowskiej, Chór KUL Jan Pawła II oraz soliści Dyrygent/Kierownik Artystyczny: Marcin Nałęcz-Niesiołowski, Łukasz Borowicz Reżyser nagrania: Łukasz Kurzawski. Polskie Radio.

- Rok wydania 2011: Zieliński Maciej. Across the Milleniums – Polskie Radio, 1435
- Rok wydania 2011: The Best of The Podlasie Opera and Philharmonic in Białystok, DUX 0851
- Rok wydania 2011: Tansman Lutosławski Orbán Selmeczi – Kompozytor: Alexander Tansman, György Orbán, György Selmeczi, Witold Lutosławski. Wykonawca: Erdődy Chamber Orchestra – dyr. Marcin Nałęcz-Niesiołowski, Emese Gulyás, Levente Szabó, Orsolya Kovács, Zsolt Szefcsik, DUX 0830/0831
- Rok wydania 2011 : Moniuszko – To, co najpiękniejsze, DUX 0733
- Rok wydania 2011: Marcin Gumiela. Muzyka sakralna – Kompozytor: Marcin Gumiela Wykonawca: Chór i Orkiestra Opery i Filharmonii Podlaskiej w Białymstoku – dyr. Marcin Nałęcz-Niesiołowski, Chór Opery i Filharmonii Podlaskiej w Białymstoku – dyr. Violetta Bielecka, Piotr Zaporowicz, Przemysław Kummer, DUX 0908/0909
- Rok wydania 2011: Fryderyk Chopin (1810-1849) Dzieła wszystkie na fortepian i orkiestrę vol. 2  – Kompozytor: Fryderyk Chopin Wykonawca: Sinfonia Iuventus – dyr. Marcin Nałęcz-Niesiołowski, Tatiana Shebanova, DUX 0753
- Rok wydania 2013 Symphony of Providence – Kompozytor: Paweł Łukaszewski Wykonawca: Chór Filharmonii Podlaskiej w Białymstoku, Chór Opery i Filharmonii Podlaskiej w Białymstoku, dyr.: Violetta Bielecka, Chór Polskiego Radia w Krakowie, Orkiestra Opery i Filharmonii Podlaskiej w Białymstoku, Agnieszka Rehlis, Anna Mikołajczyk, Marcin Nałęcz-Niesiołowski, DUX 098